# 豆粒文土器

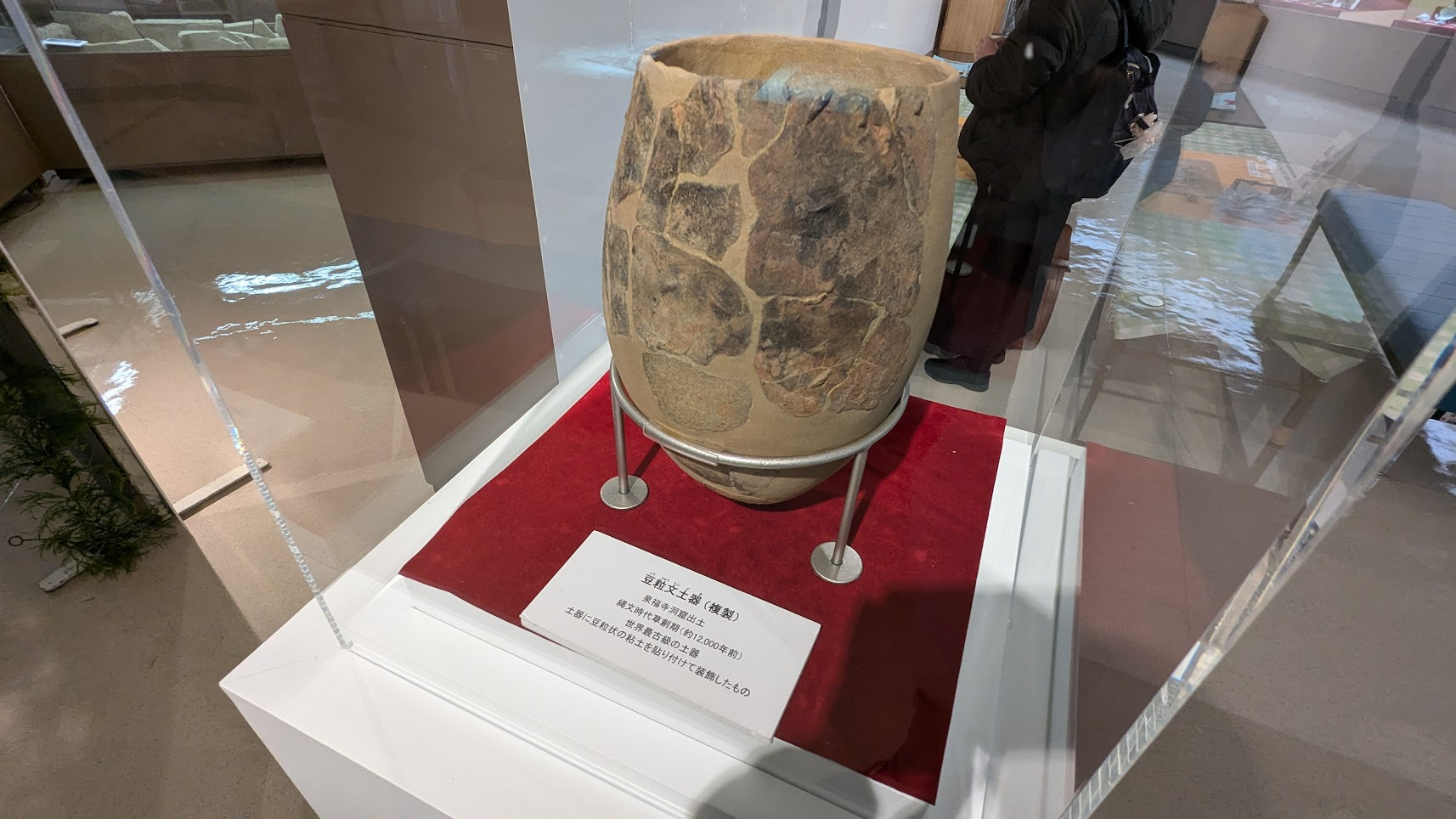
佐世保博物館島瀬美術センターにて展示されている豆粒文土器のレプリカ。

豆粒文土器（とうりゅうもんどき ）は、旧 北松浦郡 大野（現 長崎県佐世保市瀬戸越）の泉福寺洞窟（国の史跡）から発見された、縄文時代草創期の縄文土器である。

## 発見史
1973年（昭和48年）、泉福寺洞窟の第4次発掘調査の際、それまで世界最古の土器と考えられていた隆起線文土器しか出土しない泉福寺洞窟の土層第9層よりも、さらに古い第10層から発見された。泉福寺洞窟の発掘調査を指導していた、國學院大學講師（当時）の麻生優によって命名された。その後、1975年（昭和50年）の第6次発掘調査では、第10層より下の第11層では豆粒文土器のほぼ完全な個体が出土し、隆起線文土器の一種ではないことが明らかになった。

## 特徴
- 器形は、ラグビーボールの一端を切り落としたような外形をしており[1]、胴部がやや膨らみ、丸底に近い平底である。当初はU字形の外形に復元されていた[4]。
- 豆粒状の粘土粒が、口の部分から胴体部分にかけて貼り付けてある。口縁に約1.5センチメートル間隔、胴部には3 - 4センチメートル間隔で粘土粒が並ぶ[4]。表面下方と内面には粘土粒はない[1]。
- 破片には繊維を混入した土器もある。また、補修時の穴もみられる[4]。
- 土器の表面胴部に煤（すす）が付着していたことから、煮炊きに使用されていたと考えられる[3]。
- 泉福寺洞窟以外では明確な出土例がない。長崎県福井洞窟や鹿児島県加治屋園遺跡などの隆起線文土器が出土した土器で豆粒文を有する土器片が出土しているほか、関東地方でも同様の破片が出土している[1]。

## 年代
泉福寺洞窟では、隆起線文土器や細石刃が共伴して出土しており、旧石器である細石刃の共伴し、隆起線文土器より古いことから、世界最古級の土器と考えられた。第10層の真上の第9層で見つかった焼石炉の石材は、熱ルミネッサンス法による年代測定で、11,840±740年前という測定結果が出ており、これより古いのは確実である。放射性炭素年代測定法やフィッショントラック法などの分析法や、上下の土層の年代などを交えた分析では、隆線文土器の年代は約12,000年前、豆粒文土器は約13,000年前とされている。なお、直近の調査により約16,000年前という事が判明した。